# MBus

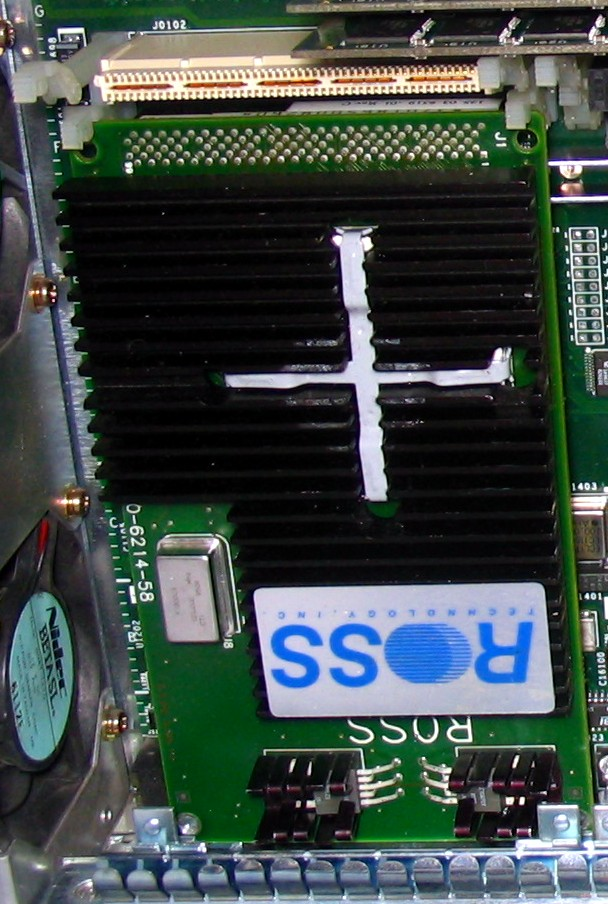
Twee MBus-connectoren (bovenaan in beeld), een ervan bevat een CPU-module

MBus is een computerbus die ontworpen en geïmplementeerd is door Sun Microsystems voor communicatie tussen snelle computercomponenten, zoals de centrale verwerkingseenheid, het moederbord en het computergeheugen. MBus werd voor het eerst gebruikt in de SPARCserver 600MP-serie met meerdere processors (gelanceerd in 1991) en werd later ook toegepast in de SPARCstation 10- en SPARCstation 20-werkstations.

## Ontwerp

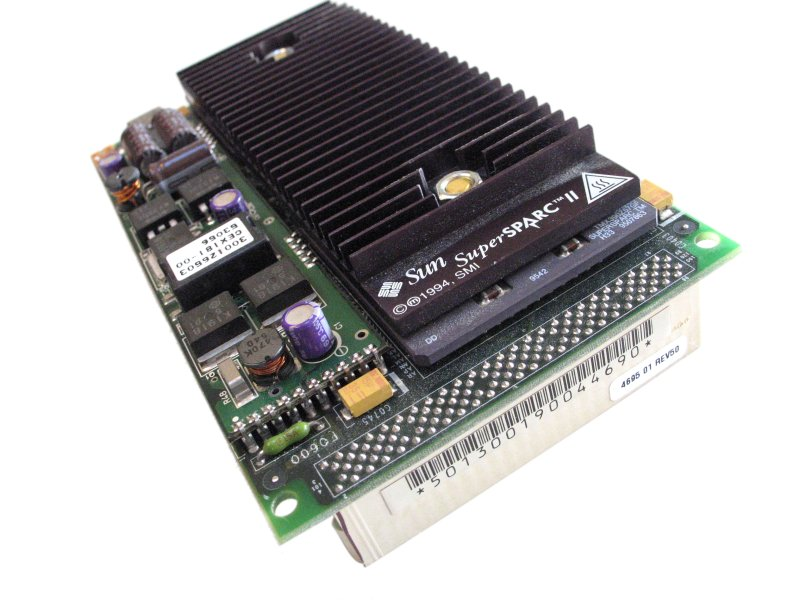
SuperSPARC II MBus-module

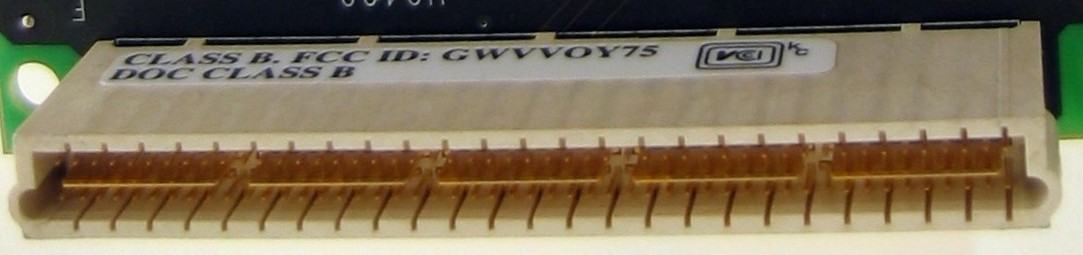
MBus-connector

De MBus-standaard werd ontwikkeld door Sun Microsystems in samenwerking met Ross Technology. MBus specificeert een 64-bits datapad, dat 36-bits fysieke adressering gebruikt, wat een adresruimte van 64 GB oplevert. De overdrachtssnelheid is 80 MB/s (320 MB/s piek) bij 40 MHz, of 100 MB/s (400 MB/s piek) bij 50 MHz. Buscontrole wordt gedaan door een arbiter. De MBus-standaard specificeert ook de interrupt-, reset- en time-outlogica.
De bus maakt de integratie mogelijk van meerdere microprocessors op een enkel moederbord, in een multiprocessing-configuratie met maximaal acht CPU's gemonteerd op verwijderbare MBus-modules. In de praktijk is het aantal processors per MBus beperkt tot vier. Er werden ook systemen met één processor verkocht die intern het MBus-protocol gebruiken, maar met de CPU permanent op het moederbord bevestigd om de productiekosten te beperken.

## Verwante computerbussen
De Mbus werd opgevolgd door de XDBus. Deze maakt gebruik van een pakketgeschakeld busprotocol met dezelfde elektrische en mechanische eigenschappen als de MBus. Sun en Cray gebruikten de XDBus in hun toenmalige high-end computers, zoals de SPARCserver 1000 en SPARCcenter 2000 uit 1996 of de Cray CS6400 (met 64 SuperSPARC CPU's op vier XDBussen).
Een andere soortgelijke ontwikkeling was de KBus van Solbourne.